# Hail to the Thief
Hail to the Thief là album phòng thu thứ sáu của ban nhạc alternative rock người Anh Radiohead, sản xuất bởi Nigel Godrich và phát hành ngày 9 tháng 6 năm 2003. Sau khi theo đuổi phong cách nhạc điện tử và jazz trong Kid A (2000) và Amnesiac (2001), Hail to the Thief trở lại phong cách guitar rock của các album đầu, nhưng vẫn giữ các yếu tố điện tử như trống máy, synthetizer. Để tránh việc thu âm bị kéo dài như các album trước, ban nhạc thu âm nhanh, gần như là album trực tiếp và "tự phát".
Mặc dù bị rò rỉ trên internet 10 tuần trước khi phát hành, Hail to the Thief vẫn đạt vị trí số 1 ở Anh và số 3 ở Mỹ ngay trong tuần đầu. Ba đĩa đơn được trích từ album: "There There", "Go to Sleep" và "2 + 2 = 5". Nó được chứng nhận chứng chỉ Bạch kim ở Anh, Canada và Mỹ. Các nhà phê bình đều đánh giá cao album và đây là album thứ năm liên tiếp của Radiohead được đề cử giải Grammy cho album Alternative xuất sắc nhất. Hail to the Thief là album của Radiohead cuối cùng phát hành bởi Parlophone.

## Bối cảnh
Với Kid A (2000) và Amnesiac (2001), Radiohead thay thế tiếng guitar rock với phong cách nhạc điện tử. Khi đi tour năm 2000 và 2001, ban nhạc học cách biểu diễn trực tiếp nhạc điện tử, kết hợp các âm thanh tổng hợp với nhạc cụ rock thông thường.
Đầu năm 2002, sau khi tour Amnesiac kết thúc, Yorke đưa cho các thành viên những CD gồm demo các bài hát mà anh cân nhắc cho album thứ sáu của Radiohead. Ba CD, tên The Gloaming, Episcoval và Hold Your Prize, gồm các đoạn nhạc điện tử, piano và guitar. Radiohead từng thử thu âm vài bài, như "I Will" và "A Wolf at the Door", trong cùng thời kỳ thu âm với Kid A và Amnesiac, nhưng không hài lòng với kết quả. Ban nhạc dành tháng 5 và 6, 2002 chuẩn bị và diễn lại các bài hát trước khi biểu diễn nhiều trong số chúng trên tour vào tháng 7 và 8.

## Đánh giá và tiếp nhận
| Đánh giá chuyên môn  | Đánh giá chuyên môn |
| Điểm trung bình      | Điểm trung bình     |
| Nguồn                | Đánh giá            |
| -------------------- | ------------------- |
| Metacritic           | (85/100)            |
| Nguồn đánh giá       |                     |
| Nguồn                | Đánh giá            |
| AllMusic             | [ 8 ]               |
| Drowned in Sound     | [ 9 ]               |
| Entertainment Weekly | A-                  |
| The Guardian         | 3/5                 |
| NME                  | 7/10                |
| Pitchfork Media      | 9.3/10              |
| Rolling Stone        | [ 14 ]              |
| Spin                 | 9/10                |
| Stylus Magazine      | B+                  |
| Uncut                | 9/10                |

### Thương mại
Hail to the Thief đạt vị trí quán quân ở Anh và nằm trên bảng xếp hạng suốt 14 tuần. Ở Mỹ, album đạt vị trí số một trên Billboard 200, bán 300,000 bản trong tuần đầu, doanh số cao nhất của Radiohead ở Mỹ trong tuần đầu. By 2008 it had sold over a million copies in the US. Album được chứng nhận của Anh, Canada và Mỹ, vàng ở Úc và Pháp.

### Đánh giá chuyên môn
Hail to the Thief nhận được đánh giá cao từ các nhà phê bình; nhận được điểm trung bình 85/100 trên Metacritic. Neil McCormick, viết cho Daily Telegraph, gọi Hail to the Thief "Radiohead đốt cháy tất cả các trụ cột, một tác phẩm lớn của nghệ sĩ lớn ở đỉnh cao của tài năng của họ." Chris Ott của Pitchfork Media viết rằng Radiohead có "thành công lớn trong cố gắng tạo hình âm nhạc đại chúng trở nên bất tận và có lẽ trung dung như nó nên là," chọn album làm "best new music".
James Oldham của NME thấy Hail to the Thief là "một album hay hơn là một album đỉnh... ảnh hưởng của các khoảnh khắc tuyệt nhất bị làm mờ đi bởi các thành phần điện tử thông thường." Alexis Petridis của The Guardian viết "bạn không bao giờ nên mô tả Hail to the Thief là một album tồi", nhưng "chẳng khác biệt và mới mẽ một cách đáng chú ý hay gồm các bài hát anthem từng làm [Radiohead] ban nhạc quan trọng nhất thế giới." Năm 2010, Rolling Stone xếp Hail to the Thief là album hay thứ 89 của thập kỷ 2000, viết "sự quá phong phú các ý tưởng làm kinh ngạc khiến Hail to the Thief một thành công lớn."
Hail to the Thief là album thứ album liên tiếp của Radiohead được đề cử giải Grammy cho album Alternative xuất sắc nhất.

### Sự phê bình bởi ban nhạc
Các thành viên của Radiohead đã phê bình Hail to the Thief. Trong một cuộc phỏng vấn 2006 với Spin Yorke nói: "Tôi có lẽ sẽ thay đổi danh sách bài hát biểu diễn. Tôi nghĩ chúng tôi có một đống chảy xuống khi chúng tôi đặt chúng cùng nhau... như Nigel nói, tôi ước tôi có một lần thử khác. Chúng tôi muốn mọi thứ thật nhanh, và tôi nghĩ các bài hát chịu thiệt." Năm 2008 O'Brien kể với Mojo: "Chúng tôi nên sửa nó xuống còn 10 bài, khi đó nó sẽ là một album khá được." Trong cùng cuộc phỏng vấn, Colin Greenwood nói: "Tôi không muốn ba hay bốn bài ở đây, vì tôi nghĩa vài ý tưởng chúng tôi nghĩ thử hoàn chưa hoàn toàn hoàn thiện... Với tôi, Hail to the Thief là một quá trình kìm giữ nhiều hơn, thật đấy."

## Danh sách bài hát
Tất cả các ca khúc được viết bởi Radiohead.
| STT              | Nhan đề                                               | Thời lượng |
| ---------------- | ----------------------------------------------------- | ---------- |
| 1.               | "2 + 2 = 5" (The Lukewarm)                            | 3:19       |
| 2.               | "Sit Down. Stand Up" (Snakes & Ladders)               | 4:19       |
| 3.               | "Sail to the Moon" (Brush the Cobwebs Out of the Sky) | 4:18       |
| 4.               | "Backdrifts" (Honeymoon Is Over)                      | 5:22       |
| 5.               | "Go to Sleep" (Little Man Being Erased)               | 3:21       |
| 6.               | "Where I End and You Begin" (The Sky Is Falling In)   | 4:29       |
| 7.               | "We Suck Young Blood" (Your Time Is Up)               | 4:56       |
| 8.               | "The Gloaming" (Softly Open Our Mouths in the Cold)   | 3:32       |
| 9.               | "There There" (The Boney King of Nowhere)             | 5:25       |
| 10.              | "I Will" (No Man's Land)                              | 1:59       |
| 11.              | "A Punchup at a Wedding" (No no no no no no no no)    | 4:57       |
| 12.              | "Myxomatosis" (Judge, Jury & Executioner)             | 3:52       |
| 13.              | "Scatterbrain" (As Dead as Leaves)                    | 3:21       |
| 14.              | "A Wolf at the Door" (It Girl. Rag Doll)              | 3:21       |
| Tổng thời lượng: | Tổng thời lượng:                                      | 56:35      |

| Collector's Edition disc 2 | Collector's Edition disc 2                                                            | Collector's Edition disc 2 |
| STT                        | Nhan đề                                                                               | Thời lượng                 |
| -------------------------- | ------------------------------------------------------------------------------------- | -------------------------- |
| 1.                         | "Paperbag Writer"                                                                     | 3:58                       |
| 2.                         | "Where Bluebirds Fly"                                                                 | 4:31                       |
| 3.                         | "I Am Citizen Insane"                                                                 | 3:33                       |
| 4.                         | "Fog (Again)" (Live)                                                                  | 2:18                       |
| 5.                         | "Gagging Order"                                                                       | 3:36                       |
| 6.                         | "I Am a Wicked Child"                                                                 | 3:06                       |
| 7.                         | "Remyxomatosis" (Cristian Vogel RMX)                                                  | 5:10                       |
| 8.                         | "There There" (First Demo)                                                            | 7:45                       |
| 9.                         | "Skttrbrain" (Four Tet Remix)                                                         | 4:25                       |
| 10.                        | "I Will (Los Angeles Version)" ()                                                     | 2:23                       |
| 11.                        | "Sail to the Moon" (BBC Radio 1's Jo Whiley's Live Lounge – ngày 28 tháng 5 năm 2003) | 4:11                       |
| 12.                        | "2 + 2 = 5" (Live at Earl's Court)                                                    | 3:35                       |
| 13.                        | "Go to Sleep" (Zane Lowe – 08/12/03)                                                  | 3:32                       |

| Collector's Edition DVD | Collector's Edition DVD                                                           | Collector's Edition DVD |
| STT                     | Nhan đề                                                                           | Thời lượng              |
| ----------------------- | --------------------------------------------------------------------------------- | ----------------------- |
| 1.                      | "There There"                                                                     |                         |
| 2.                      | "Go to Sleep"                                                                     |                         |
| 3.                      | "2 + 2 = 5"                                                                       |                         |
| 4.                      | "Sit Down. Stand Up"                                                              |                         |
| 5.                      | "2 + 2 = 5" (Live at Belfort Festival)                                            |                         |
| 6.                      | "There There" (Later With Jools Holland – ngày 27 tháng 5 năm 2003)               |                         |
| 7.                      | "Go to Sleep" (Later With Jools Holland – ngày 27 tháng 5 năm 2003)               |                         |
| 8.                      | "2 + 2 = 5" (Later With Jools Holland – ngày 27 tháng 5 năm 2003)                 |                         |
| 9.                      | "Where I End And You Begin" (Later With Jools Holland – ngày 27 tháng 5 năm 2003) |                         |

## Thành phần tham gia
Theo ghi chú của Hail to the Thief.
| Radiohead - Colin Greenwood – bass guitar, bộ tổng hợp dây, sampler - Jonny Greenwood – guitar, analogue systems, ondes Martenot, laptop, toy piano, glockenspiel - Ed O'Brien – guitar, effects, hát - Phil Selway – trống, bộ gõ - Thom Yorke – hát, guitar, piano, laptop | Sản xuất - Nigel Godrich – sản xuất, thu âm, phói khí, chỉnh sửa - Darrell Thorp – kỹ thuật, backing up, cataloguing - Graeme Stewart – engineering of preliminary sessions, tape loops trên "The Gloaming" - Stanley Donwood – bìa đĩa và bao bỳ |

## Bảng xếp hạng và chứng nhận
| BXH                      | Vị trí cao nhất |
| ------------------------ | --------------- |
| UK Albums Chart          | 1               |
| French Albums Chart      | 1               |
| Australian Albums Chart  | 2               |
| Finnish Albums Chart     | 2               |
| Norwegian Albums Chart   | 2               |
| Portuguese Albums Chart  | 2               |
| German Albums Chart      | 3               |
| New Zealand Albums Chart | 3               |
| Swiss Albums Chart       | 3               |
| US Billboard 200         | 3               |
| Dutch Albums Chart       | 4               |
| Austrian Albums Chart    | 6               |
| Polish Albums Chart      | 6               |
| Swedish Albums Chart     | 6               |

| Nước   | Chứng nhận |
| ------ | ---------- |
| Anh    | Bạch kim   |
| Úc     | Vàng       |
| Canada | Bạch kim   |
| Pháp   | Vàng       |
| Mỹ     | Vàng       |

### Đĩa đơn
| Bài hát       | Vị trí cao nhất | Vị trí cao nhất | Vị trí cao nhất |
| Bài hát       | Mỹ Alt.         | Anh             | Canada          |
| ------------- | --------------- | --------------- | --------------- |
| "There There" | 14              | 4               | 1               |
| "Go to Sleep" | 32              | 12              | 2               |
| "2 + 2 = 5"   | 17              | 15              | —               |

"—" denotes releases that did not chart.